# Palau Soccer Association
Palau Soccer Association – organizacja piłkarska, działająca w Palau. Od 2008 r. należy do konfederacji OFC, jednak jeszcze nie wstąpiła do FIFA. Jest odpowiedzialna za organizację rozgrywek Palau Soccer League oraz ligi juniorskiej w Palau.